# Aulacorthum esakii
Aulacorthum esakii är en insektsart som först beskrevs av Takahashi, R. 1924.  Aulacorthum esakii ingår i släktet Aulacorthum och familjen långrörsbladlöss. Inga underarter finns listade i Catalogue of Life.